# 倪維明
倪維明（1950年12月23日—），臺灣數學家，籍贯浙江寧波，明尼蘇達大學荣誉退休教授，現任香港中文大學（深圳）校长講座教授，曾任華東師範大學偏微分方程中心主任。他於1972年畢業於國立台灣大學，服滿兩年兵役後前往美國紐約大學科朗數學所攻讀博士，師從路易·尼倫伯格，1979年獲博士學位。他是《Journal of Differential Equations》的主編，並在2002年被評為ISI高被引學者。倪維明的研究領域為橢圓和拋物偏微分方程，近十年來專注研究生物學中的數學問題。

## 榮譽與獎項
- 中華民國數學會特殊貢獻獎（2009年）[10]

## 個人生活
倪維明的大哥是台灣物理學家倪維斗，妻子是國立清華大學數學系的校友。

## 外部連結
- 由Google学术搜索索引的倪維明出版物